# Malus ×atrosanguinea
Espèce
Synonymes
- Pyrus atrosanguinea Sp„th[1]
- Pyrus floribunda hort. ex Späth[2]

Malus ×atrosanguinea est une espèce de plantes à fleurs de la famille des Rosaceae. C'est un pommier hybride.